# (117993) Zambujal
(117993) Zambujal est un astéroïde de la ceinture principale extérieure et plus spécifiquement du groupe de Hilda.

## Description
(117993) Zambujal est un astéroïde du groupe de Hilda. Il présente une orbite caractérisée par un demi-grand axe de 4,02 UA, une excentricité de 0,27 et une inclinaison de 1,9° par rapport à l'écliptique.

## Compléments